# ثنویه
ثنویه،  این اصطلاح برساختهٔ مسلمانان برای فرقه‌های غیر اسلامی و ادیانی است که به توحید قائل نبودند و در برخی مبانی با هم تشابه و اشتراک داشتند. این عنوان به صورت اصحاب الاثنین و اهل التثنیه نیز آمده است. در منابع، مانویه/زنادقه (پیروان مانی)، دیصانیه (پیروان ابن دیصان) و مرقیونیه (پیروان مرقیون) مهم‌ترین فرقه‌ها و ادیان ذیل ثنویه ذکر شده‌اند. این سه گروه، با توجه به اختلاف‌هایی که در مبانی اعتقادات خود دارند، در منابع اسلامی همیشه با هم و ذیل یک گروه ذکر شده‌اند. از دیگر فرق ثنویه به ماهانیه (شاخه‌ای از مرقیونیه)، مقلاصیه (شاخه‌ای از مانویه) و گاهی مزدکیه و صیامیه اشاره شده است. مجوس (زردشتیان یا مزداییان) نیز در برخی منابع از ثنویه به شمار آمده‌اند.